# Aldo Kumar
Aldo Kumar, slovenski skladatelj, * 20. oktober 1954, Otalež na Cerkljanskem

## Življenjepis
Po končani gimnaziji Jurija Vege v Idriji študiral glasbeno pedagogiko in kompozicijo v Ljubljani. Večino časa je deloval kot skladatelj v svobodnem poklicu. Trenutno je redni profesor na Akademiji za gledališče, radio, film in televizijo na Univerzi v Ljubljani.
Njegov skladateljski opus obsega zborovsko, solistično, komorno, vokalno-instrumentalno, scensko in filmsko glasbo. Stalno sodeluje z različnimi dirigenti in poustvarjalci (Marko Letonja, Simon Krečič, Milko Lazar, Bojan Gorišek, Anton Nanut, Uroš Lajovic, Ana Erčulj, Simon Robinson, Marko Munih, Matjaž Šček, James Judd, David de Villiers, Patrick Fournillier, Loris Voltolini, En Shao, David Harman in mnogi drugi).
Njegove kompozicije so bile izvedene na mnogih slovenskih in tujih koncertnih odrih. Med najpomembnejše spadajo: Čelo Alp za veliki simfonični orkester, Istrska suita za godalni orkester, Na struni Merkurja kantata za soliste, zbor in veliki simfonični orkester, Post Art ali Glej, piše ti Wolfgang za klavir in godalni orkester, Varda concerto za klavir in orkester, Suita devetih pogledov za orkester, Suita sedmega dne za orkester, Istralja za simfonični orkester, Strastra za simfonični orkester in orgle, kratka opera Al’ pekel al’ nebo, Slovenska suita za orkester. Orkester Slovenske filharmonije in Simfoniki RTV Slovenija na svojih gostovanjih v tujini redno izvajajo tudi dela Alda Kumarja (gostovanja po Južni Ameriki in Kitajski). Je ustanovitelj in vodja glasbene skupine Anbot.
Kot skladatelj scenske glasbe je napisal in posnel glasbo za več kot 100 scenskih produkcij. Sodeluje z vsemi najpomembnejšimi gledališkimi ustvarjalci v našem prostoru (Meta Hočevar, Janez Pipan, Matjaž Zupančič, Diego de Brea, Vito Taufer, Dušan Jovanović, Neda Rusjan Bric, Laibach).
Je avtor glasbe za številne celovečerne in dokumentarne filme. Med najodmevnejše sodijo: Pod njenim oknom (Metod Pevec), Lahko noč gospodična (Metod Pevec), Aleksandrinke (Metod Pevec), Trst je naš (Žiga Virc), Adria blues (Miroslav Mandić), Dom (Metod Pevec), Menhir (Ema Kugler), Klanec do doma (Dušan Moravec) …
Za svoje delo je prejel številna priznanja, med drugim Župančičevo nagrado za življenjsko delo (2024), Kozinovo nagrado (2021), nagrado Prešernovega sklada (2010), Zlato ptico (1984), nagrado Sterijevega pozorja za scensko glasbo (1987), prvo nagrado za filmsko glasbo na mednarodnem filmskem festivalu Montagna v Trentu (2000), nagrado ansambla Slovenicum, nagrado APZ Tone Tomšič in kar tri Borštnikove nagrade za gledališko glasbo (2003, 2004 in 2005). Njegove zborovske kompozicije so postale stalni repertoar mnogih zborovskih zasedb in so bile izvajane na vseh kontinentih sveta.

## Pomembnejša dela in izvedbe v zadnjem obdobju
Suita sedmega dne za simfonični orkester (2006); Al‘ pekel al‘ nebo, opera v enem dejanju na besedilo Franceta Prešerna in libreto Jere Ivanc (2007); Varda za violino in klavir (2005), krstno izvedena v Pekingu; Pod njenim oknom, celovečerni film Metoda Pevca (2005); Oglaševanje, celovečerni film Igorja Šterka (2005), nagrajen s kar tremi prestižnimi mednarodnimi nagradami, Made in Slovenia, kratki film Mirana Zupaniča, izbranega za Tribecca Film Festival v New Yorku (2007), Arabska noč (Borštnikova nagrada za glasbo 2004), Pohujšanje v dolini Šentflorjanski (Borštnikova nagrada za glasbo 2005), Kralj Ojdipus (Borštnikova nagrada za glasbo 2006), Three Realistic Pieces for two pianos (2007) krstno izvedene v New Yorku (Klavierhause), Chicagu (Pianoforte Hall) in Stockholmu (Musikalska Akademiens Stora Sal); in Strastra, izvedena med drugim tudi v Sanktpetersburgu s Simfoničnim orkestrom SF in v Jeni z Jenaer Philharmoniker in solistom Markom Hatlakom (2008), Cantus temporis kantata za zbor in orkester (2011); Two soft pieces za komorni orkester (2012); In krave bi bile očarane za komorni orkester (2011); Nostalgica za komorni orkester (2009); Aaarta za mešani zbor (2011); Lahko noč gospodična, celovečerni film Metoda Pevca (2011); Alaksandrinke, večkrat nagrajeni dolgometražni dokumentarni film Metoda Pevca (2011); Zmaga ali Kako je Maks Bigec zasukal kolo zgodovine, celovečerni film Mirana Zupaniča (2011); Persona, v režiji Janeza Pipana (2010); Kdor sam do večera potuje skozi svet, Nede R. Bric (2011): Timon Atenski v režiji Janeza Pipana (2013); Kako poveš, kar si odigral v režiji Janeza Pipana (2014); Romeo in Julija v režiji Matjaža Zupančiča (2017); Hlapci v režiji Janeza Pipana (2017); Dom, dolgometražni dokumentarni film Metoda Pevca (2015); Stopnice, kratki igrani film Miroslava Mandića (2015); Riba na topolu poje za zbor in orkester (2013); Triluna za simfonični orkester (2014); Tehtanje duš celovečerni oratorij za zbor in orkester (2015), Slovenska suita za simfonični orkester (2017).

### Orkestralna glasba (z izvedbami v tujini)
Istrska suita za godalni orkester; CD, Gallusova dvorana, Godalni orkester SF (dir. Marko Letonja)
Varda concerto za klavir in simfonični orkester
Čelo Alp za simfonični orkester, Gallusova dvorana, dir. Marko Letonja 1986
Post Art ali Glej, piše ti Wolfgang za godalni orkester in klavir; SF, Ljubljana (dir. Uroš Lajovic); Zagreb
Istralja za simfonični orkester; Simfonični orkester SF, Gallusova dvorana, Ljubljana (dir. Marko Letonja)
Improstrastra za big band in klavir; SGD Ljubljana; Zagreb; Ljubljana; Celovec
Strastra za simfonični orkester in orgle; naročilo ob 300-letnici SF; SF Ljubljana / Marko Letonja, 2002, Sanktpetersburg / Patrick Fournillier; CD Gallusova dvorana / Patrick Fournillier;
Na struni Merkurja kantata za mešani zbor, tenor, bariton in simfonični orkester; dir. Marko Letonja
Al’ pekel al’ nebo opera v enem dejanju; Podelitev Prešernovih nagrad; SNG Maribor (dir. Simon Robinson), Ljubljana, CD Gallusova dvorana, 7. 8. 2007; Velika dvorana SNG Maribor
Triluna 350 za pihalni orkester; Evropski parlament, Strasbourg (dir. Domen Prezelj)
Slovenska suita za simfonični orkester; SO RTV Slovenija, Linhartova dvorana, Ljubljana (dir. Simon Krečič)
Riba na topolu poje kantata za tri zbore in orkester; SO RTV Slovenija, CD Gallusova dvorana (dir. En Shao)
Tehtanje duš za zbor in orkester; Simfonični orkester RTV Slovenija, APZ Tone Tomšič (dir. Simon Krečič)
Festoso za simfonični orkester; Orkester Slovenske filharmonije, (dir. James Judd), Nanjing 2016
Storil si je lepi vrt in Nineta za simfonični orkester; Orkester Slovenske filharmonije, (dir. James Judd), Peking

### Scenska glasba (nagrajena)
Ivan Cankar: Lepa Vida, SSG Trst, Sterijeva nagrada za glasbo 1989
Gregor Strniša: Samorog, SNG Drama, Borštnikovo srečanje, Gostovanja: Celovec, Zagreb
Dušan Jovanović: Antigona, SNG Drama,Wiener Festwochen / Theater an der Wien
Dominik Smole: Krst pri Savici, PDG Nova Gorica, Borštnikovo srečanje
Henrik Ibsen: Družinski album, SMG in Wiener Festwochen, Wiener Festwochen / Theater an der Wien
Roland Schimmelpfennig: Arabska noč, PDG Nova Gorica, Borštnikova nagrada za glasbo 2004, ICA, London
Dominik Smole: Krst pri Savici, SNG Drama, 2004 Šeligova nagrada za najboljšo predstavo na TSD
Ivan Cankar: Pohujšanje v dolini šentflorjanski, PDG Nova Gorica, Borštnikova nagrada za glasbo 2005
Alexandre Dumas: Kraljica Margot, Slovensko mladinsko gledališče, Borštnikovo srečanje 2005
Sofokles: Kralj Ojdipus, Gledališče Koper / Prešernovo gledališče Kranj, Borštnikova nagrada za glasbo 2006
Christopher Marlowe: Edvard Drugi, SNG Drama; Skopje; Muelheim; Budimpešta; Santiago de Chile
Neda R. Bric: Kdor sam do večera potuje skozi svet, PDG Nova Gorica, nagrada TANTADRUJ 2012
Ivan Cankar: Hlapci, SNG Drama

### Filmska glasba (z mednarodnimi nagradami)
Boris Palčič: Kratka himna domovini, kratki igrani film, Gava, Španija; Tebessa, Alžirija
Igor Likar: Kjer pršijo megle, TV kratki dokumentarni film, Primo premio za glasbo - IFF Trento, Italija
Naško Križnar: Piščalka, kratki dokumentarni film, Vesna za najboljši kratki film
Martin Turk: Izlet, AGRFT kratki igrani film, tri nagrade na mednarodnem filmskem festivalu v Montpellieru
Metod Pevec: Pod njenim oknom, celovečerni film; Karlovy Vary; Sarajevo; Umei (Švedska); Ghent; Varšava; Pusan (J. Koreja); 48. mednarodni filmski festival v Londonu
Igor Šterk: Tuning, celovečerni film, Grand Prix na 54th International Film Festival Mannheim; Vesuvio Award
Jasna Hribernik: Koncert za mobilne telefone in orkester, Zlata maslina na TV festivalu v Baru
Miran Zupanič: Made in Slovenia, kratki igrani film, TRIBECCA, New York
Metod Pevec: Lahko noč, gospodična, celovečerni film, Zlata arena 58. festivala celovečernega filma v Pulju
Metod Pevec: Aleksandrinke, dolgometražni dok. film, Vesna, FSF; nagrada za najboljši dok., Alpe Adria Trst

### Zborovska glasba
Istrska suita ciklus pesmi za mešani zbor
Pesmi od ljubezni in kafeta ciklus pesmi za mešani zbor
Turist za mešani zbor
Tehtanje duš za mešani zbor
Pa da bi znal za mešani zbor
Vsi potoki, vse reke za mešani zbor
Aarta za mešani zbor
In segla je za hip v cvetoči lan za mešani zbor
Skok čez rob sveta kantata za mladinski zbor in orkester
Župančičeva nagrada za življenjsko delo (2024)
Kozinova nagrada - Društvo slovenskih skladateljev (2021)
Nagrada Prešernovega sklada (2010)
Borštnikova nagrada za gledališko glasbo (2006)
Borštnikova nagrada za gledališko glasbo (2005)
Borštnikova nagrada za gledališko glasbo (2004)
Nagrada APZ Tone Tomšič
Nagrada ansambla Slovenicum
Primo premio, nagrada za filmsko glasbo na mednarodnem filmskem festivalu v Trentu (2000)
Nagrada Sterijevega pozorja za scensko glasbo (1987)
Zlata ptica (1984)